# PhpMyAdmin
phpMyAdmin és una eina d'administració de programari lliure i de codi obert per a MySQL i MariaDB. És una aplicació web escrita principalment en PHP, s'ha convertit en una de les eines d'administració MySQL més populars, especialment per a allotjament web.

## Història
Tobias Ratschiller, després consultor informàtic i posterior fundador de l'empresa de programari Maguma, va començar a treballar en una web front-end basada en PHP per a MySQL el 1998, inspirat en MySQL-Webadmin. Va deixar el projecte (i phpAdsNew, del qual també era l'autor original) l'any 2000 per falta de temps.
Per aquest temps, phpMyAdmin ja s'havia convertit en una de les aplicacions PHP més populars i les eines d'administració de MySQL, amb una gran comunitat d'usuaris i col·laboradors. Per tal de coordinar el nombre creixent de pegats, es va registrar un grup de tres desenvolupadors The phpMyAdmin Project a SourceForge i es va fer càrrec del desenvolupament en 2001.

Al juliol de 2015, el lloc web principal i les baixades van sortir de SourceForge i es van traslladar a una xarxa de lliurament de continguts. Al mateix temps, els llançaments van començar a signar-se amb PGP. Després, el seguiment de problemes es va traslladar a GitHub i les llistes de correu migrades.Abans de la versió 4, que s'utilitza Ajax àmpliament per millorar la usabilitat, el programari utilitzat emmarcats.

## Característiques
Les funcions proporcionades pel programa inclouen:
1. Interfície web
2. Gestió de bases de dades MySQL i MariaDB
3. Importa dades de CSV i SQL
4. Exporta les dades a diversos formats: CSV, SQL, XML, PDF (a través de la llibreria TCPDF), ISO/IEC 26300 - Text i full de càlcul OpenDocument, Word, Excel, LaTeX i altres
5. Administració de múltiples servidors
6. Creació de gràfics PDF del disseny de la base de dades
7. Crear consultes complexes mitjançant la consulta per exemple (QBE)
8. Cerca global d'una base de dades o en un subconjunt d'aquesta
9. Transformar les dades emmagatzemades en qualsevol format utilitzant un conjunt de funcions predefinides, com ara mostrar informació BLOB com a imatge o enllaç de descàrrega
10. Gràfics en viu per supervisar l'activitat del servidor MySQL com ara connexions, processos, ús de la CPU/memòria, etc.
11. Treballant amb diferents sistemes operatius.[8]